# 克利美臣·阿拿祖
克利美臣·達·阿拿祖·蘇亞利斯（Clemerson de Araújo Soares，1977年8月8日—），是巴西的足球運動員，司職前鋒。
阿拿祖曾效力日本球會大阪飛腳，全季射入34個聯賽入球，助球隊奪得冠軍，他未有選擇留隊，而是加盟巴西高士路球會，2007年加盟現時效力球會卡達艾加拉菲，在當地奪得2007-2008年度聯賽神射手。

## 榮譽
- 戈亞斯州聯賽（英语：Campeonato Goiano）: 1998, 1999, 2000, 2002, 2003
- 巴西乙組聯賽: 1999
- 巴西中西部杯: 2000, 2001, 2002
- 日本聯賽: 2005
- 米纳斯吉拉斯州聯賽: 2006
- 卡塔爾聯賽: 2007/08 , 2008-2009

## 個人榮譽
- J. League MVP: 2005
- J. League神射手（英语：J. League Top Scorer）: 2005
- J. League最佳十一人: 2005
- 卡塔爾聯賽神射手: 2007/08

## 合約
1/8/2007 - 31/7/2010

## 連結
- mercado（页面存档备份，存于）
- sambafoot
- zerozero.pt